# アレナル火山
アレナル火山（アレナルかざん、西: Volcán Arenal）は、コスタリカにある安山岩質の成層火山である。
首都・サンホセから北西に90キロ離れた中北部アラフエラ州のサンカルロス県に位置し、最寄の街はラ・フォルトゥナである。
標高 1,633メートル (5,358 ft),.、山容は秀麗な円錐形で、140メートル (460 ft)の火口を持つ。7千年ほど前に噴火活動を開始した、地質学的には非常に若い火山で、"Pan de Azúcar"、"Canaste"、"Volcan Costa Rica"、"Volcan Río Frío"、 "Guatusos Peak"など様々な異名を持っている。
かつてこの火山は数百年間に渡って噴火活動を休止しており、噴気孔が見られる以外には全山を植生に覆われていた。しかし1968年に突如として噴火活動を再開し、山麓にあるタバコン（Tabacón）の街を破壊した。西側斜面に3つの火口が形成され、そのうち一つは現在でも活動を続けている。

## 概要
アレナル火山はコスタリカで最も活動が活発な火山であり、世界の火山と比べても非常に活発である。そのため、地震学の見地から長年に渡り研究が進められている。現在では火山活動は落ち着きつつあるものの、現在でも湧き上がる噴煙と火山灰、均整のとれた円錐形をした山体を溶岩流が流れ下っている。
アレナル火山は、アレナル火山国立公園の北部に位置し、山から南西に15キロメートル (9.3 mi)の地点にはラ・フォルトゥナの町がある。また、山の近郊にはコスタリカ最大の人造湖・アレナル湖があり、水力発電でコスタリカ全域に電力を供給している。

## 火山活動史

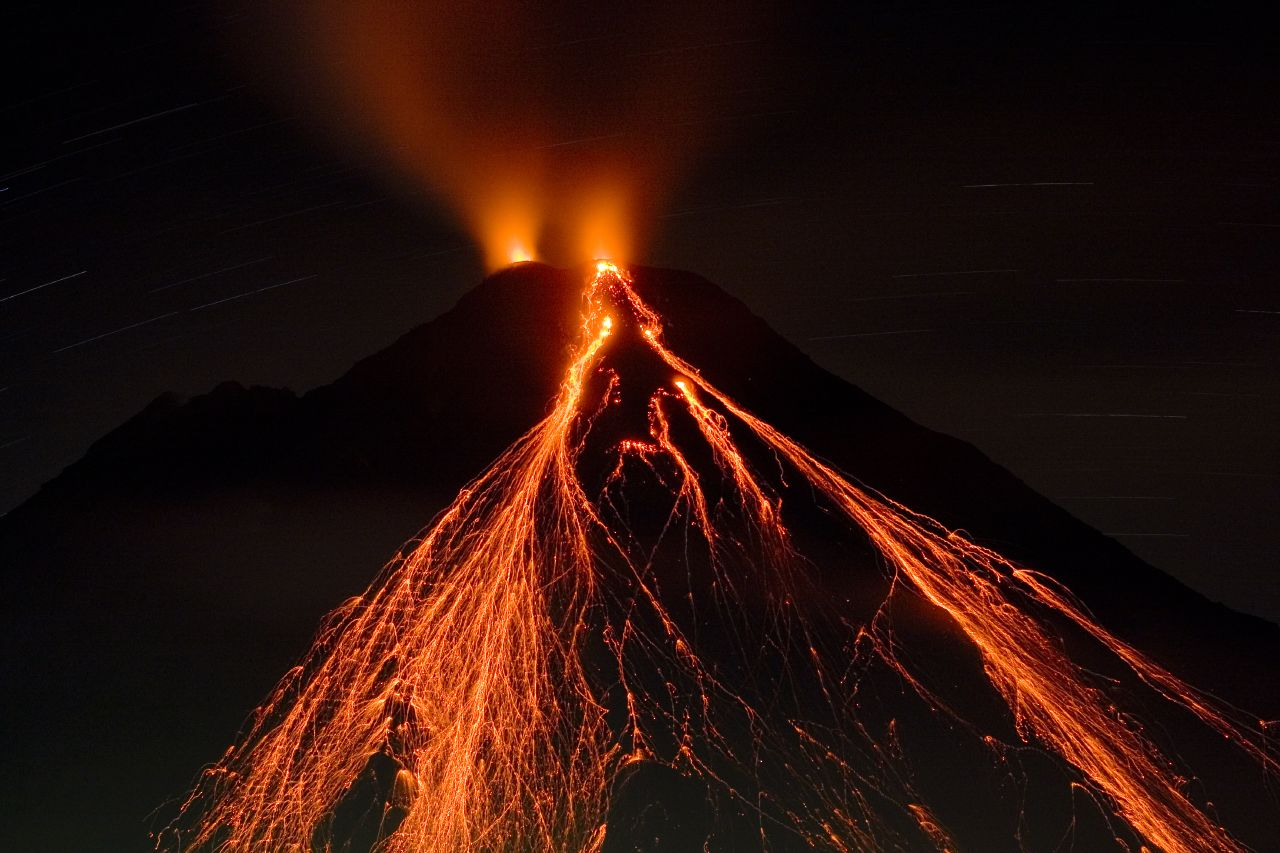
2006年の噴火

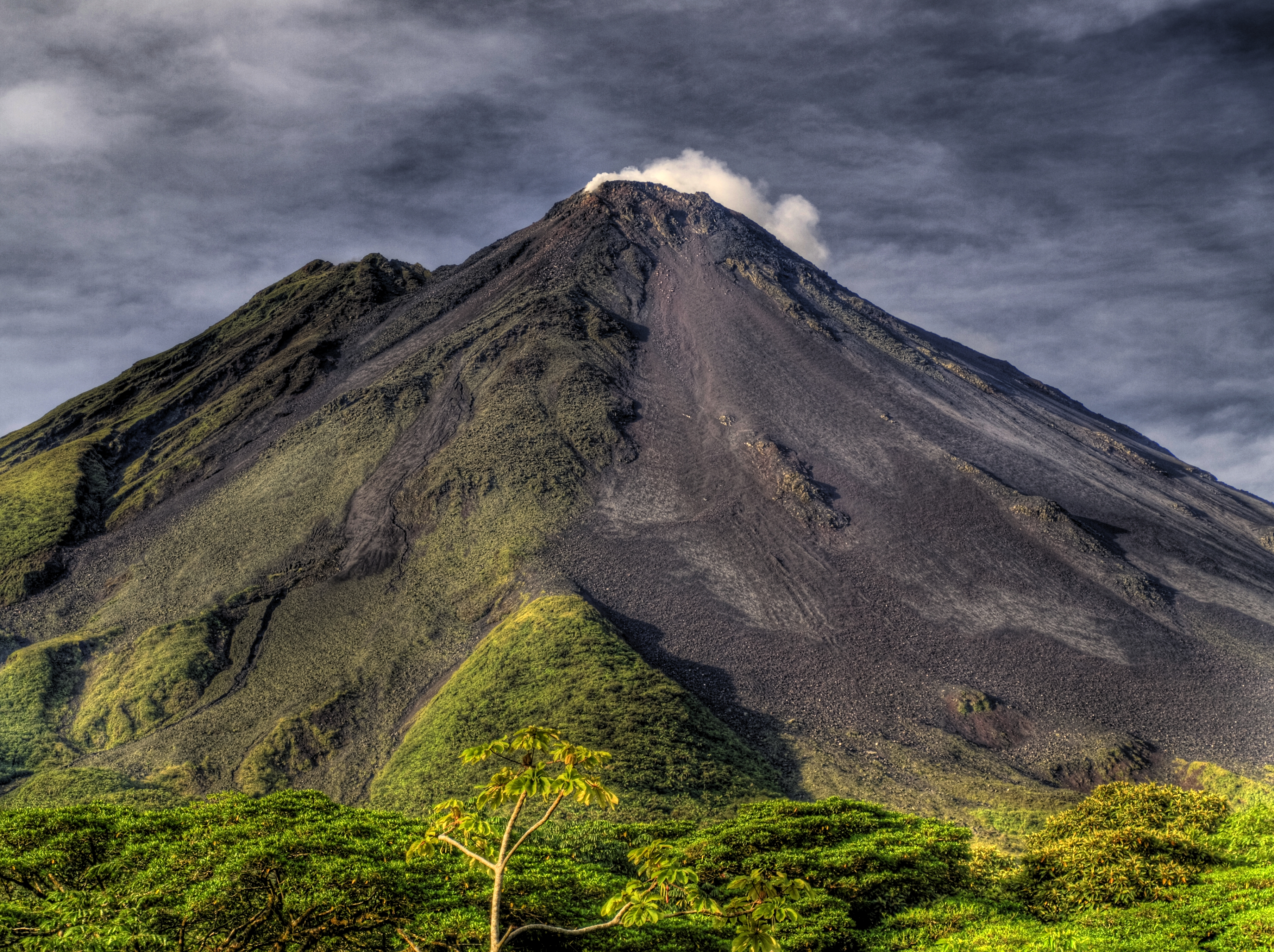
2010年

アレナル火山は、コスタリカで最も若く、最も活動的な火山である。火山学者は噴火活動の開始を7千年前と推測するが、欧米人がこの付近に到達するまでに活動を一旦休止し、長らく人々の記憶からは忘れ去られていた。この付近に遠征隊が入り、山の初登頂が行われたのは1937年である。ところが、1968年に突如として噴火活動を再開した。
- 1968年7月29日、午前7時30分、西側の斜面から大噴火し、3つの火口を形成した。山麓のタバコンの街が火砕流で埋没し、78人が死亡した。

- 1975年6月、6月17日から21日にかけて火口の一つから断続的に噴火し、泥流でタバコン川流域の植生が破壊された。火山灰が空高く吹き上げられ、26kmの距離に渡って降り積もった。

- 1984年6月、断続的な熔岩流出の期間を経て、一日に2回から30回もの頻度で中規模の噴火を繰り返した。蒸気、火山ガス、火山灰などを含んだ爆風がアレナル湖を越え、タバコンの街にも到達した。

- 1993年8月、火口の北側が崩れ落ち、火砕流が発生した。崩壊した火口は深さ60から100mのV字型で、この崩壊火口を伝って再び熔岩が流れ出した。

- 1994年4月、噴火活動で、V字型に崩れた火口が再び埋まり始めた。

- 1996年3月、爆発的な噴火と共に、火山ガスと熔岩の流出を始める。1998年5月までこの状態が続いた。

- 1998年5月5日、5月5日、火曜日。午後より大規模な噴火活動を始める。午後1時5分の大噴火で火口の北西部分を崩壊させると共に、膨大な熔岩と火山灰を噴出した。さらに午後2時20分にも同地点より噴火した。火口内には多量の熔岩が蓄積され、流出量も多かったことから、コスタリカ火山地震観測所の研究者はこれを異常事態と認識。溶岩流のみならず火口壁の崩壊によって、地すべりも発生した。この事態を受けた当局は警告を発し、山の北側にいた450人（主に観光客）を退避させるとともに、付近の道路、ホテル、観光会社を閉鎖した。それでも噴火活動で数名が負傷した。火曜日の午後5時20分に至り、活動は幾分かの終息を見た。

- 1998年5月7日、噴火で2平方キロメートルの地域の森林地帯が破壊された、さらに長さ500m、深さ10mの亀裂によって火口が崩壊し、崩れ落ちた土砂が斜面をすべり落ちた。この日は午後1時分から午後7時までの間に23回もの噴火を繰り返したが、ほどなく終息した。同じ週には当局によって国立公園再開の宣言が出されたが、地元の地震学者の調査のもとで公園レンジャーの活動地域が検討された。

## 周辺の火山と生態系
アレナル火山の付近にはミラバジェス火山、テノリオ火山、チャト火山、プラタナル火山などいくつかの火山があり、特にすぐそばには現在で活動を休止しているチャト山がある。チャト山は38,000年前の更新世から活動を開始し、最後の噴火は3,500年前と考えられている。チャティト（Chatito）とエスピナ（Espina）のふたつの溶岩ドームを持ち、最高峰は北緯10度26分17秒 西経84度41分13秒 / 北緯10.438度 西経84.687度に位置するチャティトの1,100メートル (3,609 ft)である。
アレナル火山周辺のアレナル・ウエタル・ノルテ保護区、アレナル・テンピスケ保護区とセントラル保護区を含む中央火山山脈一帯は「水と平和生物圏保護区」として2007年にユネスコの生物圏保護区に指定された。一帯にはPitcairnia funkiaeなどの植物が生え、ズグロハゲコウなどのコウノトリ類、メガネカイマン、トロピカルガー、ベアードバク、オセロット、アカノドカサドリ、マングローブエメラルドハチドリなどの動物が生息しており、カニョ・ネグロ国立野生生物保護区とアレナル湖はラムサール条約登録地でもある。